# Цирилловые
Цирилловые (лат. Cyrillaceae) — небольшое семейство цветковых растений порядка Верескоцветные (Ericales). Включает 2 монотипных рода.

## Ареал
Представители семейства распространены в тёплых тропических регионах Северной и Южной Америки.

## Роды
По информации базы данных The Plant List (на июль 2016) семейство включает 2 рода и 8 видов:
- Cliftonia — монотипный род, единственный представитель Cliftonia monophylla (Lam.) Britton
- Cyrilla — включает 7 видов.